# شکری العسلی
شُکری العسلی (۱۸۶۸ – ۶ مهٔ ۱۹۱۶) سیاستمدار، نویسنده و وکیل عثمانی سوری بود. یکی از رهبران رنسانس عربی شمرده می‌شود. او به عنوان قائم‌مقام در ناحیهٔ قوش در قونیه منصوب شد، سپس میان چند ناحیهٔ دیگر در همین منصب جابجا گشت تا اینکه در سال ۱۹۱۱ به عنوان نمایندهٔ دمشق در مجلس مبعوثان عثمانی انتخاب شد. مدت کوتاهی به وکالت پرداخت و در روزنامهٔ «القبس» مقالات خود را چاپ کرد. هنگامی که جنگ جهانی اول آغاز شد، دادگاه عالی او را به اعدام محکوم کرد و این حکم در دمشق اجرا شد.

## زندگی و پیشه
نام کامل او شکری بن علی بن محمد بن عبدالکریم بن طالب العسلی است. اصل العسلی‌ها از روستای یلدا در حومهٔ دمشق است و به آل الشرقطلی معروف بوده‌اند. اولین کسی که از آنان به العسلی معروف شد، طالب بود؛ آن‌ها در سال ۱۶۵۵ به دمشق نقل مکان کردند. شکری العسلی در سال ۱۸۶۸ در دمشق، مرکز ولایت سوریه، امپراتوری عثمانی به دنیا آمد. وارد مدرسهٔ الجقمقیه الرشدیه دمشق شد. در سال ۱۸۹۳ مدرسه الجقمقیه تعطیل شد و او به کلاس‌های معادل کلاس آنها در مدرسه مقدماتی عنبر در دمشق رفت. سپس به استانبول نقل مکان کرد و به دفتر سلطنتی (دبیرستان سلطنتی) پیوست. در سال ۱۹۰۲ از آنجا فارغ‌التحصیل شد.
او مناصب دولتی بسیاری در امپراتوری عثمانی داشت. او به عنوان قائم‌مقام در ناحیهٔ قوش قونیه در آناتولی در سال ۱۹۰۶ منصوب شد. در سال ۱۹۰۸ به ناحیهٔ مرقاب و در همان سال به ناحیهٔ صهیون منتقل شد. سپس به‌شماری از مناطق دیگر از جمله ناحیهٔ صفد و ناصره (۱۹۱۰) منتقل شد. در سال ۱۹۱۱ به عنوان نمایندهٔ دمشق در مجلس مبعوثان عثمانی انتخاب شد. العسلی سال بعد دوباره خود را در فهرست ائتلاف نامزد کرد، اما فدرالیست‌ها با نامزدهای ائتلاف مبارزه کردند و نامزد خود را در ولایت‌های دمشق و بیروت و متصرفیهٔ مقدس به پیروزی رساندند. شکری العسلی سپس به عنوان وکیل مشغول به کار شد و به عنوان بازرس سلطنتی برای ولایت حلب و منطقهٔ دیرالزور منصوب شد. سیاستمداران تندروی ترک از او به خاطر درخواست یک نظام غیرمتمرکز برای عثمانی ناراحت بودند.
شکری العسلی نقش برجسته‌ای در زندگی سیاسی عثمانی و عربی و مقاومت در برابر جنبش صهیونیستی داشت. او از زمان تأسیس انجمن قحطانی در سال ۱۹۰۹، در آن عضویت داشت. العسلی همچنین یکی از اعضای انجمن اتحاد عرب و یکی از کسانی بود که از طرف انجمن با خدیو مصر ارتباط برقرار کرد.در اوایل قرن بیستم در روزنامهٔ دمشقی «القبس» نوشت و به محمد کردعلی کمک کرد تا با صهیونیسم آشنا شود. زمانی که وی در سال ۱۹۱۰ قائم‌مقام ناصره بود، از نزدیک با فعالیت صهیونیست‌ها در فلسطین و چگونگی خرید زمین‌های فلسطینی مانند مرج ابن عامر و تقریباً ۱۸ روستای فلسطینی از خانواده‌های لبنانی که در خارج از فلسطین زندگی می‌کردند، روبرو شد. در اکتبر ۱۹۱۰، یکی از این معاملات فروش در زمین‌های الفوله، در نزدیکی العفوله در منطقهٔ ناصره، بین الیاس سرسق و یکی از نمایندگان انجمن صهیونیستی، انجام شد. شکری العسلی در برابر این فروش مقاومت کرد، والی بیروت او را از قائم‌مقامی ناصره برکنار کرد. این فروش سرانجام در ژانویه ۱۹۱۱ به پایان رسید، اما شکری العسلی سکوت نکرد. او موضوع خرید زمین‌ها توسط صهیونیست‌ها را در مطبوعات و مجلس عثمانی مطرح کرد و در روزنامهٔ «الحضارة» که توسط روشنفکران عرب در استانبول منتشر می‌شد، در این باره نوشت. وی با اشاره به نظام خودگردانی که در مستعمرات صهیونیستی اعمال می‌شد، شماری از تمبرهای موجود در آنجا را که تصاویر رهبران صهیونیستی را در خود داشت، در اختیار نمایندگان قرار داد. از این رو مورد حملهٔ صهیونیست‌ها و فدرالیست‌ها قرار گرفت.
در جریان جنگ جهانی اول، دادگاه نظامی او را به اعدام محکوم کرد و این حکم در صبح روز ۶ مهٔ ۱۹۱۶ در میدان مرجه، دمشق اجرا شد. از او با لقب «شهید» یاد می‌شود. پس از اعدام وی، مقامات ترک خانوادهٔ وی از جمله پسرش خالد العسلی را به شهر بیله‌جک در آناتولی تبعید کردند.

## آثار
او مقالات زیادی در روزنامه‌ها و مجلات دربارهٔ مسائل اجتماعی، اداری، آموزشی و ادبی منتشر کرد. شکری العسلی دارای چند کتاب است، از جمله عناوین عربی آن‌ها:
- القضاء والنواب
- الخراج في الإسلام
- المأمون العباسي